# بانوی اردیبهشت
بانوی اردیبهشت ششمین فیلم سینمایی رخشان بنی‌اعتماد محصول سال ۱۳۷۶ است.

## بازیگران
- مینو فرشچی فروغ کیا
- مانی کسراییان مانی
- گلاب آدینه توبا
- عاطفه رضوی
- نیره فراهانی
- باران کوثری
- لیدا معینی
- شیدا فیروزی
- رامین راستاد
- خلیل مولودی
- علی ایرانی
- هوتن زند
- پیمان شادمان‌فر
- حوریه تقی‌زاده
- کتی کیا
- شمسی مسعودنیا
- محسن شرافتی
- ابوالفضل ناصری
- محمد مختاری
- عباس محمدزاده
- محمد محمدزاده
- حجت‌اله گودرزی
- مریم کیا
- اقدس اخلاقی
- اورانوس بدخشانیان
- افسانه معتمدی
- بهناز توکلی
- رضا امامی
- احمد یاورشاه
- مهتاب کریمی
- فاطمه معتمدآریا

## خلاصه فیلم
فروغ کیا فیلمسازی است که سال‌ها پیش متارکه کرده و با پسرش مانی زندگی می‌کند. فروغ درصدد تهیهٔ فیلمی مستند از زندگی مادران نمونه است تا بتوانند از آن میان یکی را به عنوان مادر نمونه برگزینند. فروغ به همراه مانی به دیدار تعداد زیادی از زنان و مادران نمونه می‌رود که در نبود همسر، یک تنه بار مسئولیت را به دوش داشتند. آن‌ها به سراغ زنان و مادران موفق و صاحب نام هم می‌روند، اما فروغ از انتخاب یک نمونه از این میان ناراحت است و انصراف خود را از ادامهٔ کار به مافوق خود دکتر رهبر اعلام می‌کند، اما دکتر رهبر که با او تنها از راه صدایش در طول فیلم آشنا هستیم، این انصراف را به دلیل خستگی و عدم تصمیم‌گیری در مورد آیندهٔ خودش و او می‌داند. مانی با طعنه و کنایه زدن‌های هر روزه به مادر او را از ازدواج با دکتر رهبر منع می‌کند. اما بعد از برخوردها و صحبت‌ها و کشمکش‌های بسیار سرانجام فروغ به مانی می‌فهماند که می‌خواهد هم مادر باشد و هم به دکتر رهبر جواب مثبت دهد.

## جوایز
- تقدیر؛ بهترین فیلم؛ علیرضا رئیسیان، جهانگیر کوثری؛ بیست و هشتمین جشنواره بین‌المللی فیلم رشد؛ بخش مسابقه فیلم‌های بلند تربیتی اولیا و مربیان؛ ۱۳۷۷
- تقدیر؛ بهترین فیلم؛ علیرضا رئیسیان، جهانگیر کوثری؛ بیست و دومین جشنواره بین‌المللی فیلم مونترال؛ بخش انجمن منتقدان فیپرشی؛ ۱۳۷۷
- جایزه ویژه هیئت داوران؛ علیرضا رئیسیان، جهانگیر کوثری؛ شانزدهمین جشنواره بین‌المللی فیلم فجر؛ بخش مسابقه بین‌الملل؛ ۱۳۷۶
- سیمرغ بلورین؛ بهترین کارگردانی؛ رخشان بنی‌اعتماد؛ شانزدهمین جشنواره بین‌المللی فیلم فجر؛ بخش مسابقه بین‌الملل؛ ۱۳۷۶
- جایزه ویژه هیئت داوران؛ بهترین کارگردانی؛ رخشان بنی‌اعتماد؛ شانزدهمین جشنواره بین‌المللی فیلم فجر؛ بخش مسابقه سینمای ایران؛ ۱۳۷۶
- سیمرغ بلورین؛ بهترین طراحی صحنه؛ امیرحسین اثباتی؛ شانزدهمین جشنواره بین‌المللی فیلم فجر؛ بخش مسابقه سینمای ایران؛ ۱۳۷۶